# Bergères
Bergères är en kommun i departementet Aube i regionen Grand Est (tidigare regionen Champagne-Ardenne) i nordöstra Frankrike. Kommunen ligger  i kantonen Bar-sur-Aube som ligger i arrondissementet Bar-sur-Aube. År 2022 hade Bergères 111 invånare.

## Befolkningsutveckling
Antalet invånare i kommunen Bergères
Referens: INSEE